# Comté de Lorain
Le comté de Lorain – en anglais : Lorain County – est un des 88 comtés de l’État de l’Ohio, aux États-Unis.
Son siège est fixé à Elyria. Plus grande ville : Lorain.
Lors du recensement de 2010, le comté comptait 301 356 habitants.